# Challenger de Sarasota 2017

El torneo Sarasota Open 2017 fue un torneo profesional de tenis. Pertenece al ATP Challenger Series 2017. Se disputará su 9.ª edición sobre superficie tierra batida, en Sarasota, Estados Unidos entre el 17 al el 23 de abril de 2017.

## Jugadores participantes del cuadro de individuales
| Favorito | País                            | Jugador          | Rank1 | Posición en el torneo    |
| -------- | ------------------------------- | ---------------- | ----- | ------------------------ |
| 1        | Bandera de Estados Unidos       | Jared Donaldson  | 73    | Cuartos de final         |
| 2        | Bandera de Argentina            | Horacio Zeballos | 87    | Cuartos de final, retiro |
| 3        | Bandera de Estados Unidos       | Frances Tiafoe   | 89    | CAMPEÓN                  |
| 4        | Bandera de República Checa      | Adam Pavlásek    | 98    | Segunda ronda            |
| 5        | Bandera de Austria              | Gerald Melzer    | 105   | Primera ronda            |
| 6        | Bandera de Bosnia y Herzegovina | Darian King      | 112   | Primera ronda            |
| 7        | Bandera de Suiza                | Henri Laaksonen  | 113   | Cuartos de final         |
| 8        | Bandera de Argentina            | Guido Andreozzi  | 125   | Primera ronda            |

- 1 Se ha tomado en cuenta el ranking del 10 de abril de 2017.

### Otros participantes
Los siguientes jugadores recibieron una invitación, por lo tanto ingresan directamente al cuadro principal (WC):
- Sekou Bangoura
- Christian Harrison
- Sebastian Korda
- Mackenzie McDonald

Los siguientes jugadores ingresan al cuadro principal tras disputar el cuadro clasificatorio (Q):
- Facundo Argüello
- Daniel Elahi Galán
- Blaž Rola
- João Pedro Sorgi

## Campeones

### Individual Masculino
- Frances Tiafoe derrotó en la final a  Tennys Sandgren, 6–3, 6–4

### Dobles Masculino
- Scott Lipsky /  Jürgen Melzer derrotaron en la final a  Stefan Kozlov /  Peter Polansky, 6–2, 6–4